# 夫沢川
夫沢川（おっとざわがわ）は、福島県双葉郡大熊町を流れる河川であり、二級水系夫沢川水系の本流である。

## 地理
大熊町北部の夫沢地区を流域とする。地区西部の字中央台を源流とし地区内を横断し支流を集め、福島第一原子力発電所南側にて太平洋に至る。

### 流域の自治体
福島県
- 双葉郡大熊町

## 災害
- 2011年3月11日 - 東北地方太平洋沖地震に伴う津波により河口部周辺に壊滅的な被害をもたらした。

## 主な橋梁
下流より記載
- 喰津沢橋（福島県道391号広野小高線旧道）
- 夫沢橋（福島県道252号夫沢大野停車場線）
- 夫沢橋（福島県道252号夫沢大野停車場線）
- 中央台橋（国道6号）